# Каммлах
Каммлах (нім. Kammlach) — громада в Німеччині, знаходиться в землі Баварія. Підпорядковується адміністративному округу Швабія. Входить до складу району Унтеральгой. Складова частина об'єднання громад Еркгайм.
Площа — 26,73 км2. Населення становить 1865 ос. (станом на 31 грудня 2020).